# Brachygalba salmoni
Brachygalba salmoni, conhecida como bico-d'agulha-de-dorso-escuro ou agulha-sombria (Brachygalba salmoni) é uma espécie de ave galbuliforme. Pode ser encontrada na Colômbia e Panamá. Os seus habitats naturais são: florestas de terras baixas úmidas tropicais ou subtropicais.